# 保尔·汉宁森广场

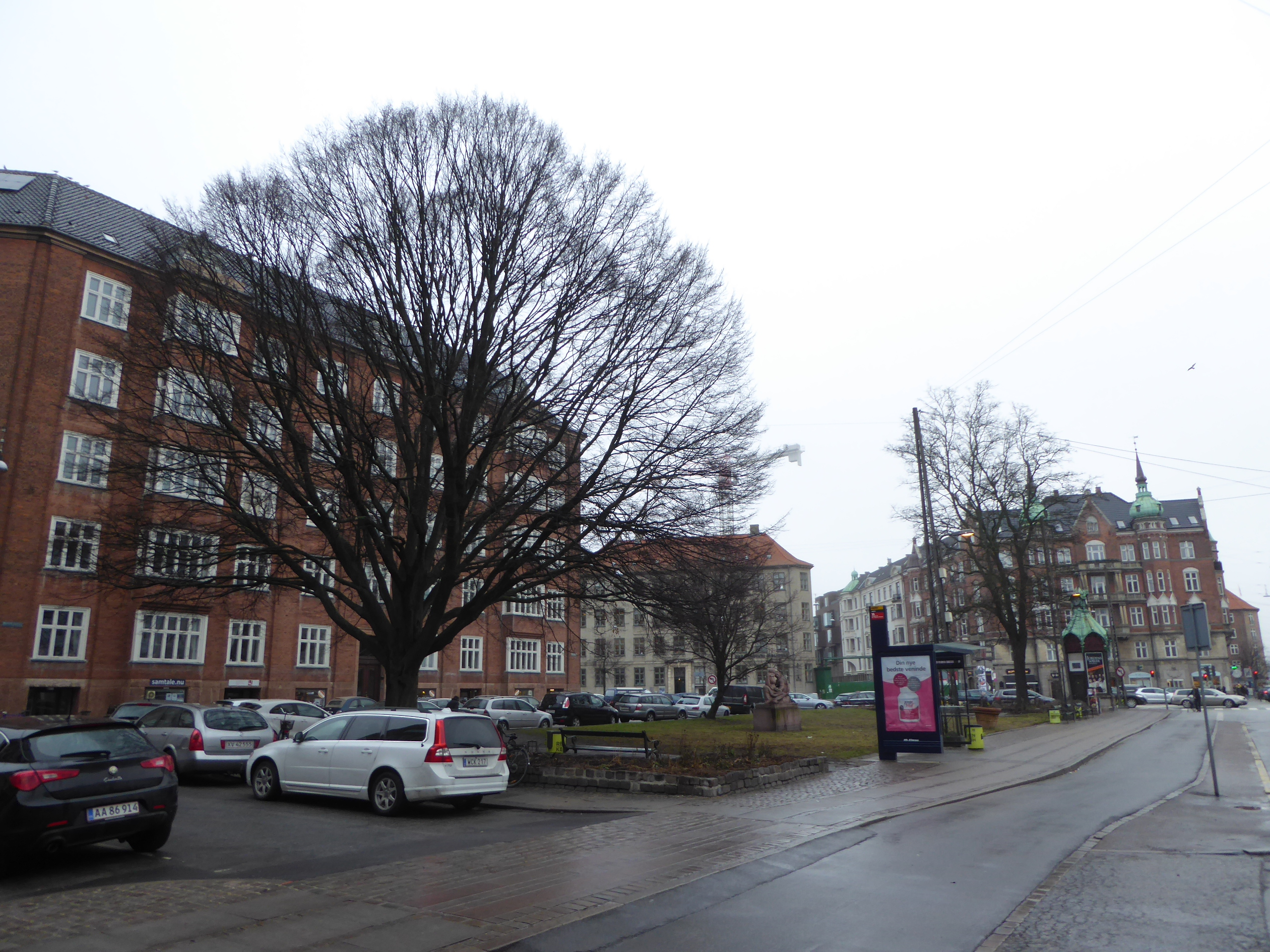
保尔·汉宁森广场

保尔·汉宁森广场（丹麦语：Poul Henningsens Plads）是一座小型广场，位于丹麦首都哥本哈根市厄斯特布罗区厄斯特布罗街、狩猎路、滨海大道交口处。1994年，为纪念保尔·汉宁森，这一广场被命名为“保尔·汉宁森广场”。 哥本哈根地铁3号线目前在该广场附近设有“保尔·汉宁森广场站”。